# Collinsia borea
Collinsia borea är en spindelart som först beskrevs av Ludwig Carl Christian Koch 1879.  Collinsia borea ingår i släktet collinsior, och familjen täckvävarspindlar. Inga underarter finns listade i Catalogue of Life.